# Estación del Norte (León)

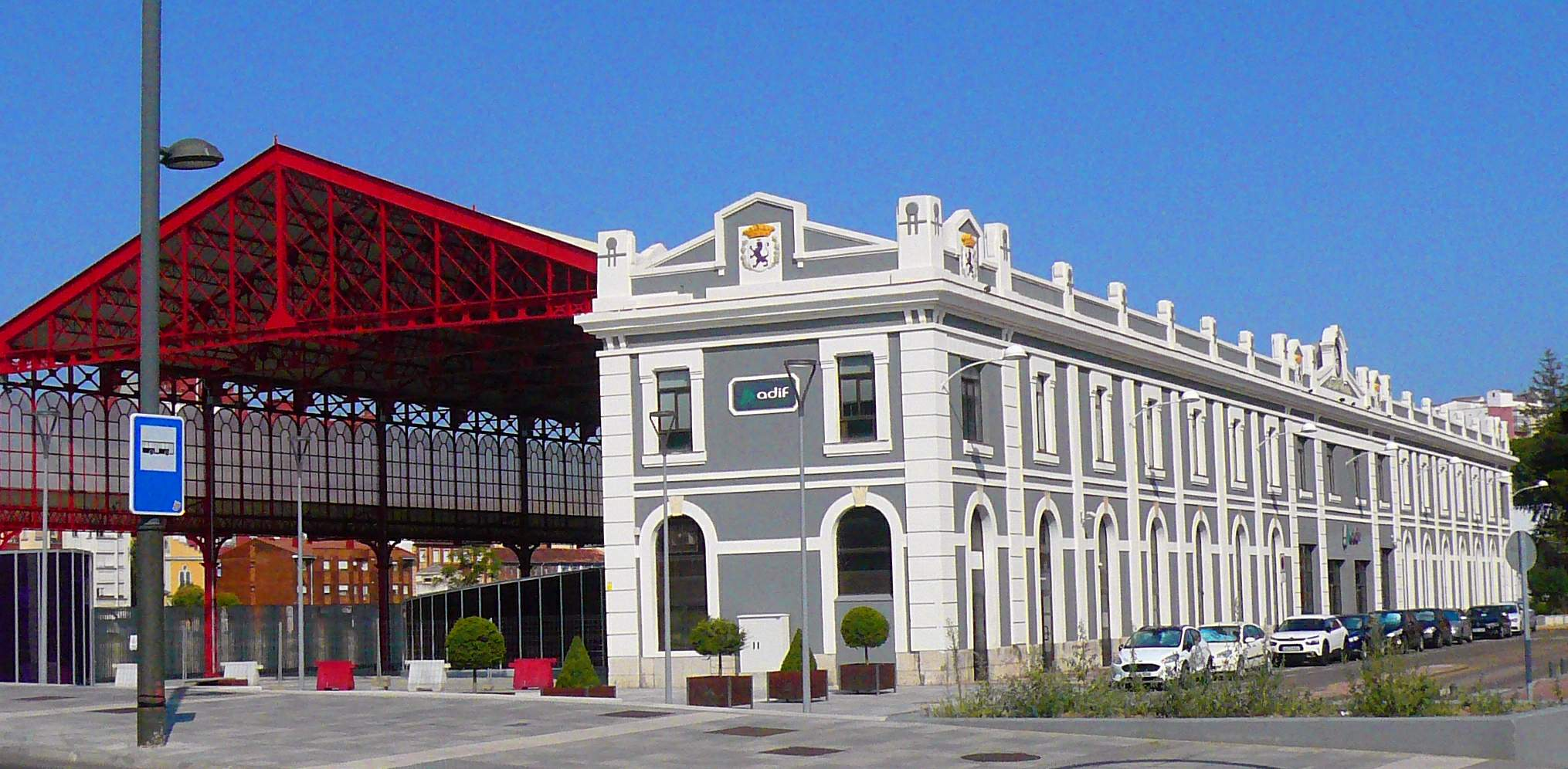
Vista de la estación en 2021.

La estación del Norte fue durante muchos años la principal estación de ferrocarril de la ciudad española de León, en la región de Castilla y León. Las instalaciones se hallan en la calle Astorga, junto al río Bernesga. En sus inmediaciones se encuentran servicios públicos de primer orden como los juzgados, la estación de bomberos o la estación de autobuses. En la actualidad la estación se encuentra fuera de servicio, sometida a diversos trabajos para adaptarla al soterramiento del ferrocarril y la llegada de la alta velocidad.
Desde marzo de 2011 la llamada estación provisional acoge en su lugar los servicios ferroviarios.

## Historia

### Estación original
El ferrocarril llegó a León por primera vez el 23 de agosto de 1863, con la llegada de un tren procedente de Palencia aquel mismo día. En aquel momento existían unas instalaciones provisionales que se habían levantado junto al río Bernesga, mientras se terminaba la estación prevista. Tras varios meses de trabajos, la estación fue inaugurada el 8 noviembre del mismo año, junto con el tramo Palencia-León de la prevista línea Palencia-La Coruña. El proyecto corrió a cargo de la Compañía del Ferrocarril del Noroeste, si bien esta terminaría quebrando y años después pasó a manos de la Compañía de Caminos de Hierro de Asturias, Galicia y León (AGL). Bajo la égida de esta compañía se lograrían completar los trazados ferroviarios que iban de León a La Coruña y a Asturias, si bien en 1885 la AGL fue anexionada por la compañía «Norte».
Durante muchos años León fue una de las principales estaciones de la red de «Norte», al constituir un nudo ferroviario en el que enlazaban las líneas procedentes de Asturias, Galicia y la Meseta castellana. Debido al gran número de obreros que trabajaban en el complejo ferroviario, en los alrededores de la estación se fue conformando una colonia ferroviaria —en el barrio de San Francisco—. Desde 1923 coexistió con otra estación en la ciudad, la de León-Matallana, perteneciente al ferrocarril de la Robla.
En 1941 la nacionalización de la red ferroviaria de ancho ibérico supuso el final de «Norte» y el nacimiento de RENFE, que se hizo cargo de las instalaciones de León. Con los años se fue introduciendo progresivamente la tracción diésel y se electrificó el trazado, lo que supuso el final de la tracción vapor. Bajo el plan de rehabilitación de marquesinas que en la década de 1980 impulsó RENFE, en 1986 se procedió a retirar la cubierta debido a su antigüedad y su corrosión, siendo repuesta posteriormente tras haber sido ampliada su longitud —de 60 a 90 metros—. Dos años después, durante el verano de 1988, la estación fue sometida a diversos trabajos de remozamiento.
Desde enero de 2005, con la extinción de la antigua RENFE, el ente Adif pasó a ser el titular de las instalaciones ferroviarias.

### Cierre y reforma
La histórica estación del Norte fue cerrada al servicio en marzo de 2011, tras la inauguración de la llamada estación provisional que acogería las llegadas de los trenes. Esto se producía ante la llegada de la alta velocidad a León y el proyecto de soterramiento del ferrocarril. Tras pasar varios años sin uso, desde 2017 la histórica estación ha sido sometida a diversos trabajos de adaptación para acoger de nuevo los servicios ferroviarios, si bien en esta ocasión los andenes serán subterráneos.

## La estación

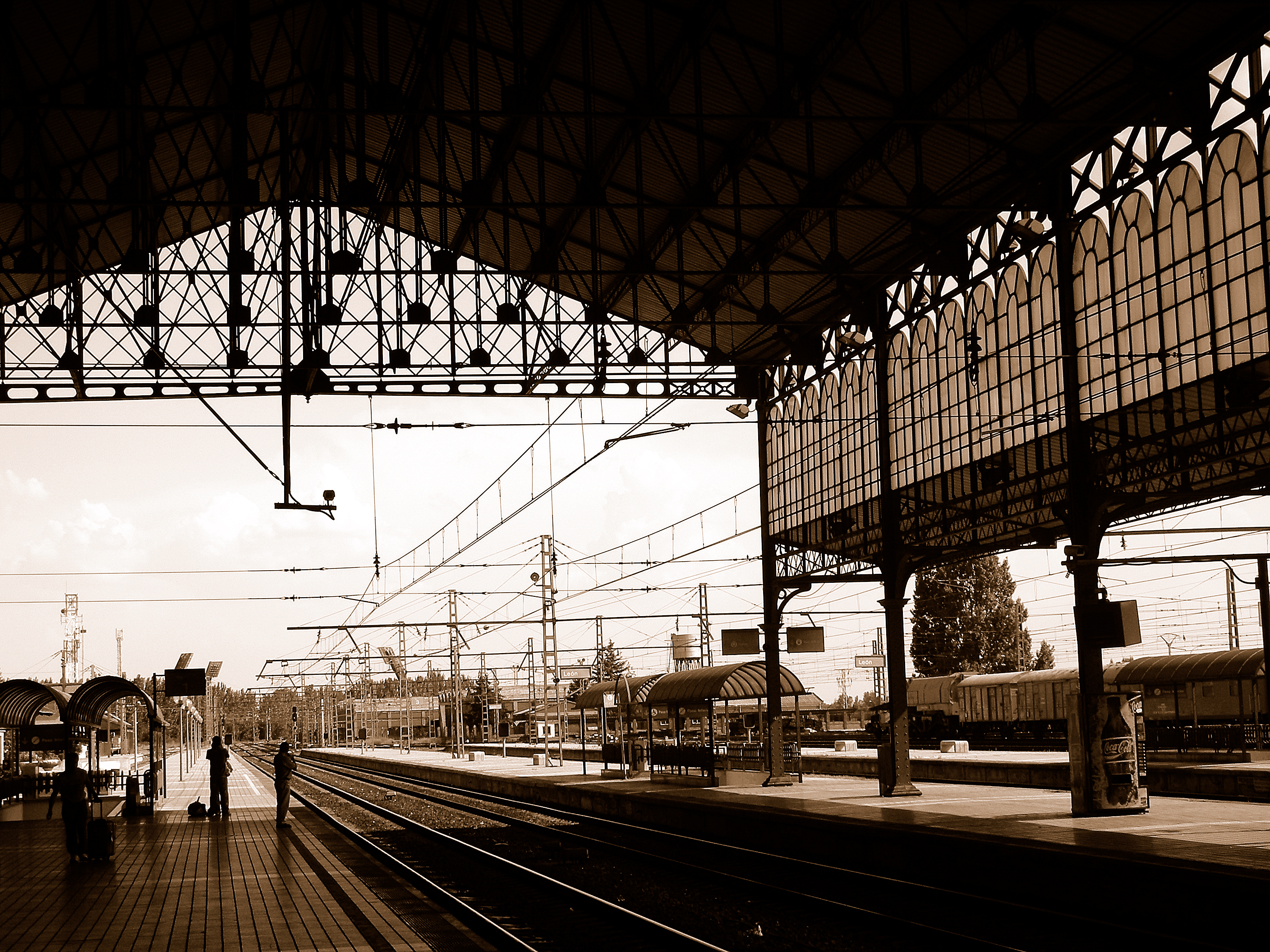
Interior de la estación del Norte de León en una imagen de 2006.

El edificio de la estación fue erigido siguiendo el proyecto del ingeniero Eduardo Saavedra y Moragas, que diseñó un edificio para viajeros y oficinas que se basaba en el modelo seguido por la compañía «Norte» en sus estaciones y con elementos del llamado «secesionismo» vienés. El terreno sobre el que se levantaban las instalaciones ferroviarias disponía de un espacio de 33 hectáreas y había sido cedido por el Ayuntamiento de León. La estación sería inaugurada oficialmente en noviembre de 1863, siéndole añadida en 1870 una marquesina metálica que cubría los ándenes. Dicha marquesina disponía de mamparas acristaladas en uno de sus lados.
El edificio principal se veía completado por otras instalaciones situadas en sus cercanías, como talleres ferroviarios, una estación de clasificación, muelles de carga y mercancías, un importante economato ferroviario y una amplia playa de vías.